# Collonge-Bellerive–Bellerive I
Pour les articles homonymes, voir Collonge et Bellerive.
Collonge-Bellerive-Bellerive I est le nom d'un site palafittique préhistorique des Alpes, situé sur les rives du lac Léman sur la commune de Collonge-Bellerive dans le canton de Genève, en Suisse.

## Description
Le site a été classé le 27 juin 2011 au patrimoine mondial de l'UNESCO avec 110 autres sites lacustres du Néolithique dans les Alpes. Il est également inscrit comme bien culturel suisse d'importance nationale.
Selon le site officiel des Palafittes, cette station, datant du Bronze final, est « la mieux conservée des rives suisses ».